# Igenpataka

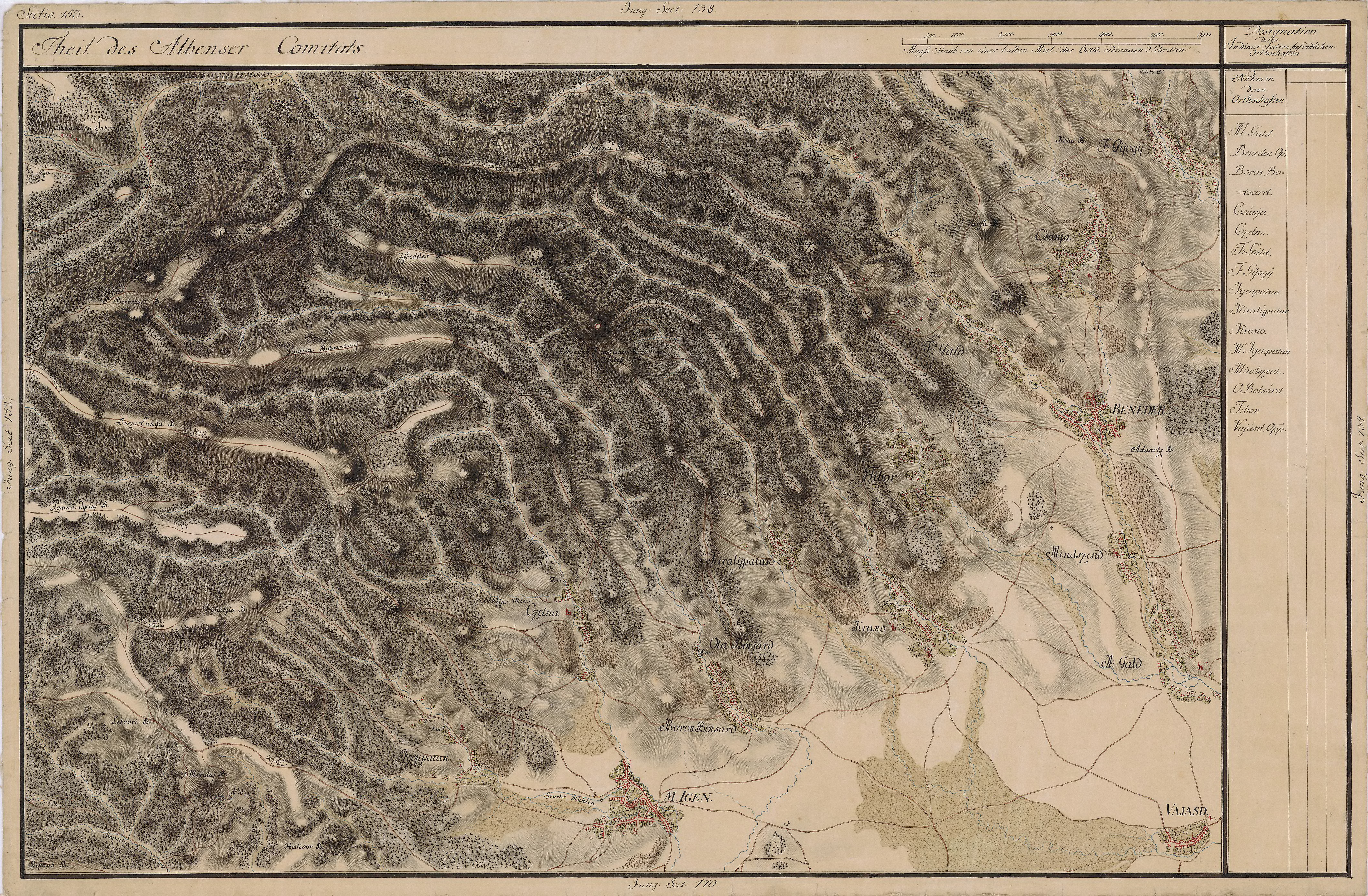
Igenpataka környéke 1769-1773 között

Igenpataka (románul: Ighiel) falu Romániában, Erdélyben, Fehér megyében.

## Fekvése
Gyulafehérvártól 13 km-re északkeletre fekszik.

## Nevének eredete
Nevét patakjáról kapta (lásd Magyarigennél). Román neve Magyarigen Ighiu nevének kicsinyítő képzős alakja. Először egy 1620-ból való okirat említi, amely 1754-es másolatban maradt fönn: Egenpataka. 1649-ben Ighen pataka alias Olah Ighen. Román nevét először 1839-ben említik: Igjel.

## Története
Román telepítésű falu. 1761-ben 52 ortodox család lakta. 1784. november 10-én népe lerombolta nemesi kúriáit.
Alsófehér vármegyéhez tartozott.

## Népessége
- 1850-ben 457 lakosából 441 volt román és 16 cigány nemzetiségű; valamennyien ortodoxok.
- 1900-ban 766 ortodox román lakosa volt.
- 2002-ben 994 román nemzetiségű lakója volt, közülük 794 ortodox és 198 pünkösdista vallású.

## Látnivalók
- Ortodox fatemploma 1770-ben épült, festményei 1781-ból valók, ikonosztázát 1780–1783-ban a gyulafehérvári Simion mester készítette.
- Az Igeni-tó. Területe 5,26 hektár. Kialakulását a hegy beszakadása okozta. Vízfolyásokon kívül két karsztforrás is táplálja .